# Kamíni
Kamíni är en ort i Grekland.   Den ligger i prefekturen Thesprotia och regionen Epirus, i den västra delen av landet, 300 km nordväst om huvudstaden Aten. Kamíni ligger 201 meter över havet och antalet invånare är 310.
Terrängen runt Kamíni är kuperad åt sydväst, men åt nordost är den bergig. Runt Kamíni är det glesbefolkat, med 8 invånare per kvadratkilometer. Närmaste större samhälle är Paramythiá, 6,9 km nordväst om Kamíni. Trakten runt Kamíni består till största delen av jordbruksmark.